# Замес, Бернхард
Бернхард Замес (нем. Bernhard Sames; род. 1971) — немецкий литературовед, славист, переводчик. Исследователь новейшей русской литературы.

## Биография
Бернхард Замес родился в 1971 году.
Окончил Галле-Виттенбергский университет имени Мартина Лютера как славист и социолог. Стажировался в Воронеже и Лодзи. Исследователь новейшей русской литературы. Один из составителей и основных переводчиков русско-немецкой антологии современной поэзии «Диапазон» (Москва, 2005).

## Награды и премии
- Международная отметина имени отца русского футуризма Давида Бурлюка[2]